# A gonosz odabent vár
A gonosz odabent vár (eredeti cím: Within) 2016-os amerikai horror-filmthriller Phil Claydon rendezésében. A főbb szerepekben Michael Vartan, Erin Moriarty, Nadine Velazquez és Ronnie Gene Blevins látható. 
Az Amerikai Egyesült Államokban 2016. október 18-án mutatták be. Magyarországon a televízióban sugározták szinkronizálva 2018 júliusában.

## Cselekmény
Egy megözvegyült férfi, John lányával, Hannah-val és új feleségével, Melanie-val beköltöznek egy gyönyörű házba. Nemsokára megtudják, hogy a házban egykor brutális gyilkosság történt, a korábbi lakók mind meghaltak. Hannah hamar rájön, nincsenek egyedül az új lakásban. A tárgyak elkezdenek mozogni, az élelmiszer magától fogy. 
A dolgok egyre rosszabbá válnak, amikor felfedezik, hogy valaki tényleg járkál az otthonukban. Eleinte úgy vélik, a szomszéd, Ray az, de aztán kiderül, hogy a ház régi lakójának negyedik tagja, David évek óta a padláson bujkálva gyűjti áldozatait.

## Szereplők
| Szerep            | Színész             | Magyar hang     |
| ----------------- | ------------------- | --------------- |
| John Alexander    | Michael Vartan      | Schnell Ádám    |
| Hannah Alexander  | Erin Moriarty       | Lovas Emília    |
| Melanie Alexander | Nadine Velazquez    | Zsigmond Tamara |
| Rosemary Fletcher | JoBeth Williams     | Zsurzs Kati     |
| Ray Walsh         | Ronnie Gene Blevins | Sarádi Zsolt    |
| David             | Dorian Kingi        | nem szólal meg  |
| Tommy             | Blake Jenner        |                 |
| Tina Walsh        | Misty Upham         |                 |
| Pascal nyomozó    | Tom Wright          |                 |
| Jake              | Steele Stebbins     |                 |
| rendőr a padláson | Andrew Fiscella     |                 |